# 拉戈阿-丹塔
拉戈阿-丹塔是巴西北大河州的一个市镇。总面积105.65平方公里，总人口6041人，人口密度57.2人/平方公里。